# Саша Васиљевић
Саша Васиљевић (рођен 23. марта 1979. у Осијеку) је бивши кошаркаш који је играо на позицији плејмејкера. Наступао је за репрезентацију Босне и Херцеговине.

## Каријера
Каријеру је почео у дресу Срема а наставио у дресу краљевачке Слоге. Од 2001. до 2005. је наступао у дресу Хемофарма и са њима је освојио Јадранску лигу у сезони 2004/05.
Од 2005. до 2007. је наступао за Босну и са њима је освојио првенство БиХ 2006. године. Након одласка из Босне играо је кратко за шпанску Менорку а потом следе три године у Грчкој где је играо једну сезону за атински АЕК и две сезоне Колосос Родос. 
Сезону 2010/11. проводи у екипи Доњецка. Наредну сезону почиње у дресу Химика али их напушта већ у децембру 2011. Сезону је завршио у грчком Икаросу. 
За сезону 2012/13. се враћа у Украјину где наступа у дресу Политехника-Галичине. У августу 2013. је потписао једногодишњи уговор са грчким тимом Неа Кифисија. Сезону 2014/15. је био члан новог грчког прволигаша Короивоса из Амалијаде.

## Репрезентација
Васиљевић је наступао за репрезентацију Босне и Херцеговине на Европском првенству 2011. у Литванији.